# Verdächtige Geliebte
Verdächtige Geliebte (Originaltitel: 容疑者Xの献身 Yōgisha X no Kenshin, wörtlich „Aufopferung des Verdächtigen X“) ist ein Kriminalroman des japanischen Schriftstellers Keigo Higashino aus dem Jahr 2005. Es ist der dritte Band der Physikprofessor-Yukawa-Reihe. Der Roman wurde mit dem Naoki-Preis bedacht und von Ursula Gräfe ins Deutsche übersetzt.

## Handlung
Yasuko Hanaoka lebt alleine mit ihrer Tochter Misato und arbeitet in dem Imbiss Benten-tei der Yonazawas. Eines Tages im März taucht ihr Exmann, Shinji Togashi, im Imbiss auf und möchte mit ihr reden. Yasuko ist schockiert und kann ihn nicht abwimmeln. Sie fürchtet ihren Mann. Nachdem er arbeitslos wurde, fing er an sie zu schlagen. Nach der Scheidung verfolgte er Yasuko und erpresste Geld von ihr. Seit einem Jahr hat sie nichts mehr von ihm gehört. Am Abend treffen sich die beiden in einem Restaurant, wo Togashi ihr schildert, er habe sich verändert und möchte sie zurück. Yasuko glaubt ihm nicht und möchte nur weg. Zu Hause steht er am Abend plötzlich vor Yasukos Wohnungstür. Er droht damit, so lange vor der Tür zu warten, bis sie ihn hereinlässt. Er belästigt Yasuko. Als ihre Tochter Misato kommt, wird Yasuko nachgiebig und gibt ihm 20.000 Yen, um ihn loszuwerden. Als er geht, droht er jedoch, immer wiederzukommen, und macht Anspielungen, dass ihre Tochter gutes Geld verdienen werde, sobald sie volljährig sei. Daraufhin rennt Misato auf ihn zu und schlägt ihm eine Kupfervase auf den Hinterkopf. Togashi reagiert gereizt, stürzt sich auf Misato und schlägt auf sie ein. Um ihre Tochter zu retten, nimmt Yasuko ein Kabel des Kotatsu und erwürgt Togashi, während Misato seine Hände festhält, damit er sich nicht wehren kann.
Shinji Togashi ist tot. Sogleich klopft Yasukos Nachbar Ishigami und fragt, ob etwas geschehen ist. Yasuko versucht zunächst, den Mord zu vertuschen, und wimmelt ihren Nachbarn ab. Sie überlegt, sich der Polizei zu stellen, hat aber Sorge um ihre Tochter. Dann ruft Ishigami an. Dieser hat Yasuko längst durchschaut und bietet ihr an, ihr ein Alibi zu verschaffen. Er tüftelt einen Plan aus und gibt Yasuko und Misato genaue Instruktionen, wie sie sich verhalten sollen.
Am 11. März wird von einem Jogger eine Leiche im alten Edogawa entdeckt. Das Gesicht ist zertrümmert, die Fingerkuppen verbrannt. In der Nähe wird ein Fahrrad mit durchstochenen Reifen gefunden sowie Reste von Kleidungsstücken in einer Öltonne, in der diese verbrannt werden sollten. Durch Abgleich mit Hotels, die Gäste vermissen, und den Vergleich der Fingerabdrücke im Hotel und am Fahrrad kann die Leiche als Shinji Togashi identifiziert werden. Die Polizei ermittelt im Umfeld des Verstorbenen und kommt so auch auf seine Exfrau Yasuko, die ganz in der Nähe lebt. Als die Ermittler Kusanagi und Kishitani sie befragen, hat sie aber ein Alibi: Kinobesuch, Nudelrestaurant und anschließender Abschluss des Abends in einer Karaokebar mit ihrer Tochter. Kusanagi ist aber skeptisch und Yasuko ist die einzige Verdächtige. Die Polizei ermittelt weiter und überprüft das Alibi, kommt aber nicht weiter. Kusanagi trifft immer wieder seinen Freund, den Physiker Yukawa, um über den Fall zu sprechen. Dieser hat die Polizei zuvor bereits bei einigen Fällen unterstützt. An diesem ist er anfangs jedoch nicht interessiert. Allerdings erfährt Yukawa von Kusanagi, dass der Nachbar der Verdächtigen Absolvent der Kaiserlichen Universität ist. Yukawa kennt ihn und besucht ihn auch. Ishigami ist für Yukawa ein begnadetes Mathematikgenie und es wundert ihn, dass er Lehrer ist und nicht forscht. Ishigami teilt ihm mit, dass er damals Geldprobleme hatte und er anfangs an einer Universität arbeitete, die sich nicht für Forschung interessierte. Yukawa besucht Ishigami öfter. Als er mit ihm ins Benten-tei geht, hat er den Verdacht, dass Ishigami verliebt ist, da Ishigami eine Bemerkung über sein Aussehen macht. Kusanagi erzählte ihm bereits, dass seine Ermittlungen ergaben, dass Ishigami wohl nur an Tagen ins Benten-tei komme, an denen Yasuko dort arbeitet.
Die Polizei ermittelt weiter gegen Yasuko, aber ihr Alibi wird immer sicherer. So finden sie heraus, dass Yasuko sogar noch nach dem Karaokeabend mit einer Freundin telefoniert hat. Der Kinobesuch scheint immer sicherer, Zeugen bestätigen das Alibi, und wo der Mord begangen wurde, ist weiterhin unklar. Doch Yukawa scheint den Fall bereits gelöst zu haben. Nachdem er mit Ishigami spricht und ihm sagt, jedes Leben sei etwas wert, denkt dieser, sein Plan sei aufgeflogen. So stellt er sich der Polizei und nimmt den Mord an Togashi auf sich. Seine Beschreibungen sind logisch und ohne Widersprüche. Dennoch glaubt Kusanagi weiterhin, dass Yasuko die Täterin ist und Ishigami sie decken will. Yukawa weiß aber, was sich ereignet haben muss. Der Mord an Togashi geschah bereits am 9. März und nicht am 10. März. Die gefundene Leiche ist aber nicht Togashi, sondern ein Obdachloser, den Ishigami am 10. März tötete, um Yasukos Tat zu verbergen. Damit man den Obdachlosen nicht als Togashi identifizierte, bot Ishigami diesem zunächst einen Job an, wofür dieser eine Zeit im Hotel von Togashi verbrachte. Dann tötete Ishigami den Obdachlosen auf die gleiche Weise, auf die auch Togashi ermordet wurde. Er zertrümmerte das Gesicht der Leiche und versengte die Finger. Die Indizien ließen so auf Togashi als Leiche schließen und auf Yasuko als Täterin, die ein Alibi hatte, aber kein wasserdichtes. So konzentrierte sich die Polizei darauf, das Alibi zu knacken, anstatt die wahre Identität der Leiche zu klären.
Als Yukawa diese Geschichte Yasuko erzählt, bricht diese in Tränen aus. Sie wurde von Ishigami instruiert, wusste aber nicht, was dieser alles auf sich nahm. Der Grund für Ishigamis Aufopferung war, dass er sich vor einem Jahr töten wollte. Als das Seil bereits an der Decke festgeschnürt war, klingelte es an seiner Tür. Yasuko und Misato stellten sich als neue Nachbarinnen vor. Ishigami verliebte sich sofort und sah wieder einen Sinn im Leben. So beschloss er, dass ohne die beiden sein Leben vorbei wäre und er deshalb alles für sie tun würde. Letzten Endes stellt sich auch Yasuko der Polizei und kommt zu Ishigami ins Gefängnis.

## Figuren
- Yasuko Hanaoka: Alleinerziehende Mutter, die im Imbiss Benten-tei arbeitet.
- Misato Hanaoka: Yasukos Tochter aus erster Ehe.
- Tetsuya Ishigami: Mathematiklehrer und Nachbar von Yasuko Hanaoka, der sich in sie verliebt hat.
- Manabu Yukawa: Physiker an der Kaiserlichen Universität und Kommilitone von Tetsuya Ishigami.
- Shunpei Kusanagi: Polizeibeamter, der mit dem Mordfall an Shinji Togashi betraut ist. Er ist ein guter Freund des Physikprofessors Yukawa.
- Kishitani: Kollege von Kusanagi.
- Shinji Togashi: Exmann von Yasuko aus zweiter Ehe. Er verfolgte sie und erpresste Geld von ihr. Er ist das Mordopfer.
- Kuniaki Kudo: Ein Freund von Yasuko, der sich nach dem Bericht über den Mord an ihrem Exmann Sorgen um sie macht.
- Mamiya: Dezernatsleiter und Vorgesetzter von Kusanagi und Kishitani.
- Die Yonazawas: Besitzer des Imbisses Benten-tei.

## Rezeption
Verdächtige Geliebte wurde positiv aufgenommen. Für Peter Urban-Halle verzichte der Roman auf „bluttriefende“ Passagen, wie es in skandinavischen Romanen der Fall sei, und bleibe dennoch spannend. Es ginge nicht um den Mörder, sondern um die Taktik der Protagonisten. Elmar Krekeler von der Welt bezeichnet Verdächtige Geliebte „als gute[n], […] große[n] Kriminalroman“. Es gehe um Mathematik und das Duell zweier Genies. Christine Brand merkt an, dass sich der Mord bereits auf den ersten 30 Seiten wiederfindet und die Täterin von Anfang an bekannt ist. Für sie erzähle Higashino „eine aussergewöhnliche Kriminalgeschichte; spannend und überaus intelligent“. Nach Sebastian Hammelehle von Spiegel Online stellt das Logikrätsel ein Wettdenken zwischen den zwei Protagonisten, dem Mathematiklehrer und dem Physikprofessor, dar.

## Auszeichnungen
- 2005 Naoki-Preis
- 2006 Honkaku Mystery Award für das beste Werk (Belletristik)[5]
- 2006 Honkaku Mystery Best 10 in der Kategorie Bester Kriminalroman
- 2006 Kono Mystery ga Sugoi! in der Kategorie Bester Kriminalroman
- 2012 Aufnahme in die Leseliste 2012 der American Library Association als bester Mystery-Roman[6]

## Verfilmungen
- 容疑者Xの献身 Yōgisha X no Kenshin ‚Suspect X‘. Regie: Hiroshi Nishitani. JPN 2008.
- Perfect Number. Regie Bang Eun-jin. ROK 2012.
- 嫌疑人X的献身 Xiányí rén X de xiànshēn. Regie: Alec Su. CHN 2017.

## Ausgaben
- Keigo Higashino: Verdächtige Geliebte. Klett-Cotta, 2012, ISBN 978-3-608-93966-8.